# Ernani Viana
Ernani de Queiroz Viana (Caucaia, 7 de novembro de 1931) é um agropecuarista, industrial, comerciante e político brasileiro.

## Biografia
Filho de Napoleão Bonaparte Viana e de Maria de Queiroz Caula, em 1949 concluiu o curso secundário no Colégio Fortaleza. Casou-se com Maria Luísa Braga Viana, com quem teve dois filhos. Comerciante, agropecuarista e industrial, atuou como presidente de nove empresas no Ceará, Piauí e Tocantins. Foi membro ativo da Federação das Indústrias do Estado do Ceará, fundador e principal mantenedor do Centro Educacional Luzardo Viana e presidente setorial da Campanha Nacional de Escolas da Comunidade em Caucaia.

### Trajetória política
Eleito deputado estadual na legenda do Partido Social Democrático (PSD) em novembro de 1958, assumiu em fevereiro de 1959 e foi segundo-secretário da Assembléia entre 1960 e 1963. Reeleito em novembro de 1962, assumiu em fevereiro de 1963 e foi primeiro-secretário da Assembléia.
Com a extinção dos partidos políticos pelo Ato Institucional nº 2 (27/10/1965) e a posterior instauração do bipartidarismo, filiou-se à Aliança Renovadora Nacional (Arena), partido de apoio ao regime militar, instaurado em abril de 1964. Em novembro de 1966 reelegeu-se, iniciando novo mandato em janeiro do ano seguinte. Foi vice-presidente da Assembléia. Não se candidatou em 1970, passando a se dedicar à ampliação e à consolidação do Grupo Ernâni Viana.
Em novembro de 1986 concorreu ao Senado, na legenda do Partido da Frente Liberal (PFL) em coligação com o Partido Democrático Social (PDS) e o Partido Trabalhista Brasileiro (PTB), não sendo bem-sucedido. Em outubro de 1990, candidatou-se à Câmara dos Deputados pelo Partido da Social Democracia Brasileira (PSDB). Iniciou seu mandato em fevereiro seguinte. Foi titular da Comissão de Economia, Indústria e Comércio. Na sessão de 29 de setembro de 1992, votou a favor da abertura do processo de impeachment do presidente Fernando Collor, acusado de crime de responsabilidade por ligações com um esquema de corrupção liderado pelo tesoureiro de sua campanha presidencial, Paulo César Farias. Collor foi afastado logo após a votação, renunciando em 29 de dezembro, horas antes da conclusão do processo pelo Senado, que decidiu pelo impedimento. O vice Itamar Franco, que vinha exercendo o cargo interinamente desde 2 de outubro, foi efetivado.
Ainda em 1992, saiu do PSDB e ingressou no Partido Progressista (PP). Durante a legislatura, votou a favor da criação do Imposto sobre Movimentação Financeira (IPMF) e do Fundo Social de Emergência (FSE), ausentando-se da votação do fim do voto obrigatório (rejeitado). Não concorreu à reeleição em outubro de 1994 e deixou a Câmara em fevereiro de 1995. Elegeu-se vice-prefeito de Caucaia em 2004, na chapa vitoriosa de Inês Arruda, do Partido do Movimento Democrático Brasileiro (PMDB).